# فرودگاه رائه-ادزو
فرودگاه رائه-ادزو (به انگلیسی: Rae/Edzo Airport) یک فرودگاه خصوصی است که یک باند فرود شن دارد و طول باند آن ۱۰۲۸ متر است. این فرودگاه در کشور کانادا قرار دارد و در ارتفاع ۱۷۹ متری از سطح دریا واقع شده است.